# BSV Limburgia
BSV Limburgia je nizozemský fotbalový klub z města Brunssum. Klub vznikl v roce 1998 sloučením klubů SV Limburgia (založen 1920) a RKBSV (založen 1921).

## Historie
Klub vznikl roku 1998 sloučením klubů Sport Vereniging Limburgia (založen 1920) a Rooms Katholieke Brunssumse Sport Vereniging (založen 1921).
SV Limburgia se v roce 1950 stal mistrem.

## Úspěchy
- Mistr Nizozemska: 1950